# Lijst van voetbalinterlands Centraal-Afrikaanse Republiek - Senegal
Deze lijst van voetbalinterlands is een overzicht van alle officiële voetbalwedstrijden tussen de nationale teams van de Centraal-Afrikaanse Republiek en Senegal. De Afrikaanse landen speelden tot op heden een keer tegen elkaar. Dat was een vriendschappelijke wedstrijd op 21 november 1989 in Dakar.

## Wedstrijden
| № | Plaats | Datum            | Competitie        | Wedstrijd                               | Uitslag |
| - | ------ | ---------------- | ----------------- | --------------------------------------- | ------- |
| 1 | Dakar  | 21 november 1989 | Vriendschappelijk | Senegal – Centraal-Afrikaanse Republiek | 3 – 0   |

## Samenvatting
| Competitie        | Totaal gespeeld | Winst Centr.-Afrik. Rep. | Gelijk | Winst Senegal | Doelsaldo Centr.-Afrik. Rep. – Senegal |
| ----------------- | --------------- | ------------------------ | ------ | ------------- | -------------------------------------- |
| Vriendschappelijk | 1               | 0                        | 0      | 1             | 0 − 3                                  |
| Totaal            | 1               | 0                        | 0      | 1             | 0 − 3                                  |

Wedstrijden bepaald door strafschoppen worden, in lijn met de FIFA, als een gelijkspel gerekend.